# Poecilmitis charlesi
Poecilmitis charlesi är en fjärilsart som beskrevs av Dickson 1970. Poecilmitis charlesi ingår i släktet Poecilmitis och familjen juvelvingar. Inga underarter finns listade i Catalogue of Life.